# هاروتیون چمشکیان
هاروتیون چمشکیان (ارمنی: Հարություն Չմշկյան؛ زاده ۱۱ ژانویه ۱۸۷۲ (۲۹ دسامبر ۱۸۷۱) - درگذشته تاریخ نامعلوم) سیاست‌مدار اهل ارمنستان که از آوریل تا اوت ۱۹۱۹ وزیر دادگستری اولین جمهوری ارمنستان بود.

## زندگی‌نامه
وی در ۱۱ ژانویهٔ ۱۸۷۲ به دنیا آمد .